# ヤンキーショタとオタクおねえさん
『ヤンキーショタとオタクおねえさん』は、星海ユミによる日本の漫画作品。『ガンガンONLINE』（スクウェア・エニックス）にて2016年9月から不定期連載中。公式Twitter等で使用されている略称は『ヤンオタ』。作者が自身のTwitterおよびpixivに投稿したオリジナル漫画が好評を博して商業連載化されたもので、二次元のショタやBLを好むオタク・腐女子のOLである主人公と、主人公に想いを寄せるヤンキー少年とのやり取りを描いたラブコメディ作品となっている。
2017年8月に「次にくるマンガ大賞」のWEB部門で7位を受賞し、同年9月には「WEBマンガ総選挙」で6位を受賞。2018年1月31日には日笠陽子や田村睦心の主演でドラマCDも発売された。

## あらすじ
ショタ好きのオタクである主人公・佐伯かづ子は、男性やヤンキーといったものがどうにも苦手。だというのになぜか隣家に越してきたヤンキー少年・愛川龍桜に理由も分からないままに付きまとわれるようになる。実は二人は過去に出会っていたことがあり、龍桜は想い人であるかづ子の側にいたい・気持ちを伝えたいと考えて付きまとっていたのだ。しかしそれらの事に一切気づかなかったかづ子は困惑し怯えるばかり。気弱さゆえに龍桜の行動を止められないかづ子は、龍桜の真意が判らないまま交流を深めていく。

## 登場人物
記載しているキャストはドラマCDのもの。
佐伯 かづ子（さえき かづこ）
声 - 日笠陽子
本作の主人公。肩過ぎまでの黒髪をいつもシュシュで1つに束ね、眼鏡を掛けた地味な女性。二次元のショタが好きなオタクで、NLやBLを嗜む腐女子でもある。ハンドルネームは「kz子」（かづこ）。小規模な開発会社の総務部に務めており、職場の人間にはオタクであることがバレている。
男性やヤンキーが苦手で、年下である龍桜にも怯える気弱な性格。綺麗な女性も苦手であり、職場の先輩である小泉に対しても萎縮していた。好きなことは絵や漫画を描くこと。ショタものの同人誌を執筆して同人誌即売会にも参加している。
過去に自分に懐いていた少年の名前を「だいきくん」だと勘違いしており、現在の龍桜とは髪型が大きく異なることもあって同一人物だとは気づいていない。3年前はまだ学校の制服を着ており、当時は高校生だった模様。
愛川 龍桜（あいかわ りゅうおう）
声 - 田村睦心
本作のもう1人の主人公。佐伯家の隣に越してきた愛川家の子で、11歳の小学生男児。襟足を伸ばした金髪にヤンキー然とした格好が特徴で、年上であるかづ子たちにも威圧的な口調で話す。平然を装っているが、実は犬が苦手で佐伯家の愛犬、五郎丸(ドーベルマン　8歳)にいつも怯えているが、好かれてしまい困惑している。
かづ子とは約3年前に出会っており、その頃から恋心を抱いている。再会してからは振り向いてほしい一心で積極的にアプローチをしているが、怯えられてばかりでイマイチ上手くいっていない。
パンパンマン
声 - 谷山紀章
かづ子がSNSを通じて知り合ったオタク仲間の1人。メガネを掛けており、小太りな体型が特徴。BLを好む腐男子で、ハイクオリティな絵・自作ゲーム・動画を作成するほかダンスにも長けるなど、多才な人物。
かづ子と仲が良いため龍桜からは敵視されているが、パンパンマン本人はおねショタ好きでもあるため二人の恋路を応援している。
巴田 智美（ともだ ともみ）
声 - 新谷真弓
かづ子の学生時代からの親友。愛称は「トモトモ」。かづ子をオタクの道へと引きずり込んだ人物。
小泉 幸（こいずみ ゆき）
かづ子と同じ会社・同じ部署に勤める先輩社員。ショートヘアのお洒落で大人っぽい美人であり、綺麗な女性が苦手なかづ子から当初は距離を置かれていた。
学生時代にオタクが日陰者として扱われていたため、現在に至るまでずっとオタク・腐女子であることをひた隠しにしている。
かづ子のことは会社の人間にオタバレしそうになったところを庇ってもらったことをキッカケに、距離を縮めたいと考えるようになる。しかし長年続けた隠す癖が抜けず、「BLは姪の趣味である」として接している。
乙花 静（おとはな しずか）
声 - 小松未可子
龍桜のクラスメイト。穏やかで可愛い少年で、龍桜のことをクールでカッコイイ人物だとして憧れている。
りんことは幼馴染で密かに想いを寄せているが、自分の可愛らしさや龍桜との仲の良さを嫉妬されたり、龍桜へのアプローチに協力させられたりしている。
家には2人姉がおり、可愛がられている。
姫野 りんこ（ひめの りんこ）
声 - 東山奈央
龍桜のクラスメイト。ツインテールの可愛らしい少女。少女漫画のような恋に憧れ、他の小学生男子と違う何かを感じる龍桜に想いを寄せており、かづ子と静をライバル視している。
龍桜にアプローチしたいが、いざとなると恥ずかしくなってしまい、ゴリラの被りものやポリ袋を被って顔を隠し、別人になりすましてしまう程シャイなため、大体失敗に終わる。
幼馴染の静の前では強気で、彼の可愛らしさや龍桜との仲の良さに嫉妬し、アプローチに協力するよう頼み込んだりしているが、静から密かに向けられている好意には気づいていない。

## 書誌情報
- 星海ユミ 『ヤンキーショタとオタクおねえさん』 スクウェア・エニックス〈ガンガンコミックスpixiv〉、既刊7巻（2022年7月22日現在）
  1. 2017年3月22日発行（同日発売[5]）、ISBN 978-4-7575-5281-4
  2. 2017年7月22日発行（同日発売[6]）、ISBN 978-4-7575-5409-2
  3. 2018年1月22日発行（同日発売[7]）、ISBN 978-4-7575-5593-8
  4. 2018年8月22日発行（同日発売[8]）、ISBN 978-4-7575-5833-5
  5. 2019年3月22日発行（同日発売[9]）、ISBN 978-4-7575-6058-1
  6. 2020年2月22日発行（同日発売[10]）、ISBN 978-4-7575-6457-2
    - 『星海ユミ描き下ろし同人誌つき特装版』同日発行（同日発売[11]）、ISBN 978-4-7575-6458-9

  7. 2022年7月22日発行（同日発売[12]）、ISBN 978-4-7575-8038-1